# U.S. Highway 67
Der U.S. Highway 67 führt vom Südwesten in den Mittleren Westen der USA. Er verläuft über 2511 km von seinem südwestlichen Endpunkt im Presidio County an der Brücke über den die mexikanische Grenze bildenden Rio Grande in Presidio, Texas bis zu seinem nordöstlichen Endpunkt bei Sabula im Jackson County in Iowa. Dort mündet der Highway 67 unweit der Savavanna Sabula Bridge in den U.S. Highway 52.
Der Highway 67 kreuzt in seinem Verlauf zweimal den Mississippi River. Die erste Flussüberquerung führt rund 30 km nördlich der Stadt St. Louis von West Alton in Missouri über die Clark Bridge nach Alton in Illinois. In den 390 km nördlich gelegenen Quad Cities führt die Rock Island Centennial Bridge von Rock Island in Illinois nach Davenport in Iowa. Außerdem überquert der Highway 67 den Missouri River über die Lewis Bridge am nördlichen Stadtrand von St. Louis, welche etwa sieben Kilometer von der Clark Bridge entfernt ist.

## Verlauf

### Texas
Durch Texas verläuft der Highway 67 eher in west-östlicher Richtung, obwohl die U.S. Highways mit ungerader Nummerierung in der Regel in Nord-Süd-Richtung (oder umgekehrt) verlaufen. Jedoch in der Gesamtheit nimmt der Highway auf seinem Weg durch fünf Bundesstaaten einen süd-nördlichen Verlauf.
Der Highway 67 führt von Presidio in nordöstlicher Richtung zu Interstate 10 und führt mit diesem in östlicher Richtung bis Fort Stockton. Wenige Kilometer nach der Stadt biegt der Highway 67 in nordöstlicher Richtung nach San Angelo von der Interstate ab. Im weiteren Verlauf wird der U.S. Highway 83 in Ballinger gekreuzt, bis die Stadt Coleman erreicht wird. Hier kreuzt der U.S. Highway 283 und im weiteren Verlauf in Richtung Osten führt der Highway 67 gemeinsam mit dem U.S. Highway 84 bis Brownwood. Von hier an verlaufen der die Highways 67 und 377 gemeinsam und kreuzen den U.S. Highway 281 in Stephenville und kreuzt hinter Cleburne den westlichen Zweig der Interstate 35 (Interstate 35W genannt), bevor aus südwestlicher Richtung kommend Dallas erreicht wird. Dort trifft der Highway 67 auf die Interstate 20, die Interstate 30, den östlichen Zweig der Interstate 35 (Interstate 35E genannt) und die Interstate 635 sowie die auf die U.S. Highways 75, 77 und 80.
Nun verläuft der Highway 67 in östlicher und nordöstlicher Richtung gemeinsam mit der Interstate 30 vorbei an der Stadt Greenville nach Sulphur Springs, bevor wenige Kilometer östlich die beiden Straßen wieder getrennt, jedoch parallel verlaufen. Über Mount Pleasant und die Kreuzung mit dem U.S. Highway 259 erreicht der Highway 67 dann in den Zwillingsstädten Texarkana, Texas und Texarkana, Arkansas die Grenze zwischen den Bundesstaaten Texas und Arkansas. In Texarkana trifft der Highway 67 auf die U.S. Highways 59, 71 und 82.

### Arkansas
Rund 30 km nordöstlich von Texarkana wird der Red River überquert. Über Hope mit der Kreuzung des U.S. Highway 278, Prescott, Gurdon, Arkadelphia und Malvern mit der Kreuzung des U.S. Highway 270 verläuft der Highway 67 parallel zur Interstate 30, um ab Benton mit diesem gemeinsam zu verlaufen und Little Rock zu erreichen. Dort trifft der Highway 67 auf die Interstate 40 und die U.S. Highways 65, 70, 165 und 167.
Über North Little Rock führen die Highways 67 und 167 gemeinsam weiter in nordöstlicher Richtung auf einer vierspurig ausgebauten Strecke. Die Städte Jacksonville, Cabot, Beebe (ab dort verläuft auch der U.S. Highway 64 auf der gemeinsamen Strecke), Searcy werden passiert, bevor in Bald Knob die Highways 64 und 167 abzweigen. Auf der weiterhin vierspurigen Strecke in nordöstlicher Richtung wird wenig später der White River überquert. Bei Newport endet der vierspurige Abschnitt und der Highway 67 erreicht in Walnut Ridge die U.S. Highways 63 und 412. Die weitere Strecke verläuft nun in genau nördlicher Richtung bis Pocahontas, wo eine Brücke über den Black River führt. Hier treffen die Highways 62 und 67 zusammen und verlaufen in nordöstlicher Richtung, bevor in Corning der Highway 62 in östlicher Richtung wieder abzweigt. 12 km weiter in nordöstlicher Richtung wird die Grenze zwischen den Bundesstaaten Arkansas und Missouri erreicht.

### Missouri
Nachdem der Highway 62 aus südwestlicher Richtung von Arkansas kommend nach 16 km den U.S. Highway 160 erreicht hat, führt er mit diesem gemeinsam nach Nordosten. Fünf Kilometer vor Poplar Bluff zweigt der Highway 160 zu dieser Stadt ab. Der Highway 67 führt nun nach Norden und erreicht gemeinsam mit dem aus Popular Bluff kommenden U.S. Highway 60 auf einem rund zehn Kilometer langen vierspurig ausgebauten Abschnitt den Mark Twain National Forest. Nach wenigen Kilometern zweigt der Highway 60 wieder nach Westen ab. Hinter Greenville kreuzt die Missouri State Route 34 und beim nördlich davon gelegenen Fredericktown die Missouri State Route 72. Im weiteren Verlauf wird bei Farmington die Missouri State Route 32 erreicht, die bis Park Hills gemeinsam mit dem Highway 67 verläuft. Über Bonne Terre mit der Kreuzung der Missouri State Route 47 erreicht der Highway 67 in Festus den Mississippi. Dort wird am südwestlichen Stadtrand die Interstate 55 unterquert und im weiteren Verlauf kurz darauf der U.S. Highway 61 erreicht. Fortan verlaufen beide gemeinsam in nördlicher Richtung parallel zur Interstate 55 und zum Mississippi. In Arnold wird nun der Vorortbereich von St. Louis erreicht. Die durch das Jefferson County führende Strecke zwischen Festus St. Louis, wird deshalb auch Jeffco Boulevard genannt.

#### St. Louis County

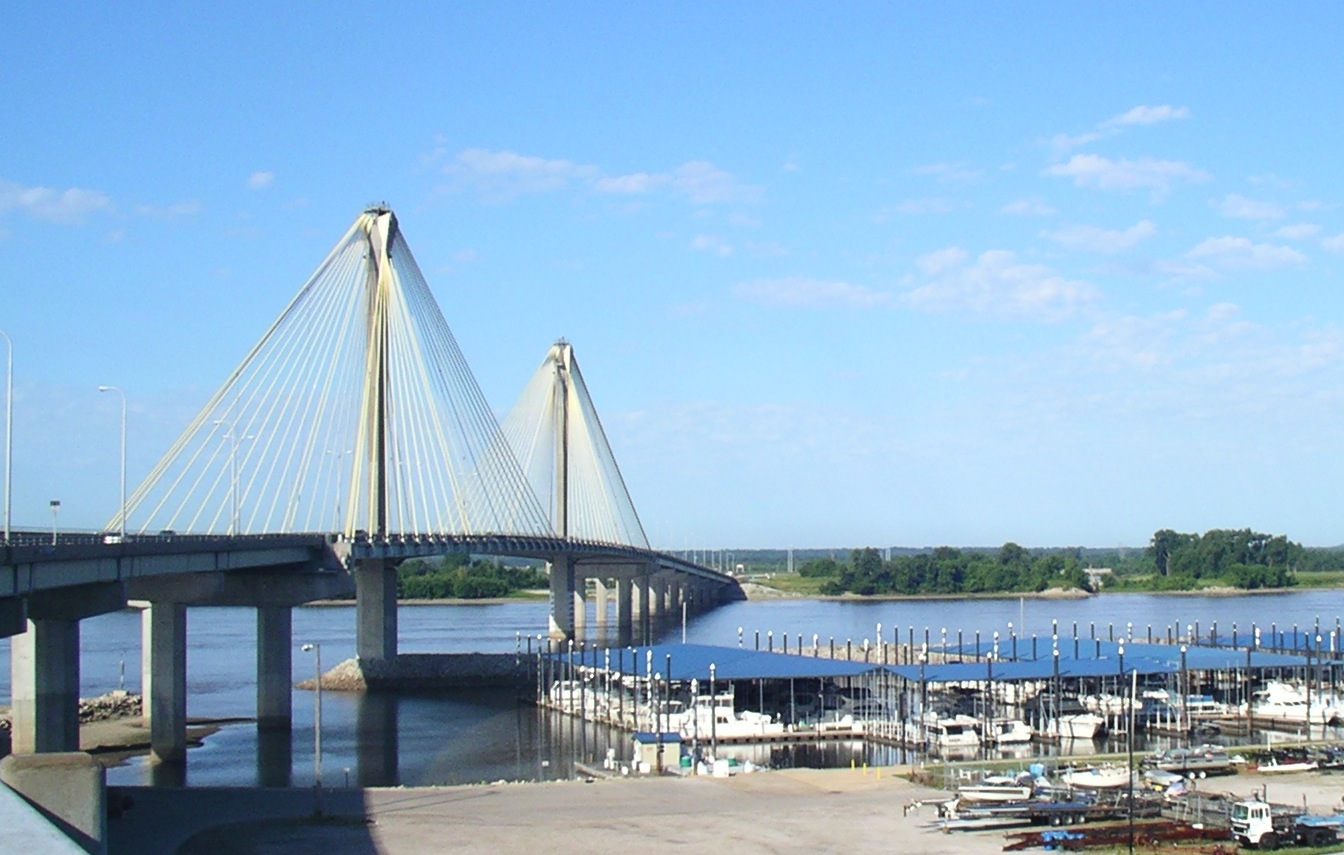
Clark Bridge

Durch das St. Louis County führt der Highway 67 über die Lemay Ferry Road (Missouri State Route 267) und den Lindbergh Boulevard. Über diesen wird Kirkwood erreicht. Weiter nördlich kreuzt die Interstate 64. Ab dort führt der Highway 67 wieder allein weiter durch den Ort Ladue. Weiter nördlich wird nach dem Unterqueren des Flughafens der nördlichen Stadtrand von St. Louis erreicht. Der Highway 67 führt nun durch Florissant und quert über die Lewis Bridge den Missouri River. Wenige Kilometer weiter nördlich wird die Clark Bridge erreicht, die über den Mississippi nach Alton in Illinois führt.
Durch den einzigen Straßentunnel des Staates Missouri führt der Highway 67 unter den Start- und Landebahnen des Lambert-St. Louis International Airport hindurch.

### Illinois

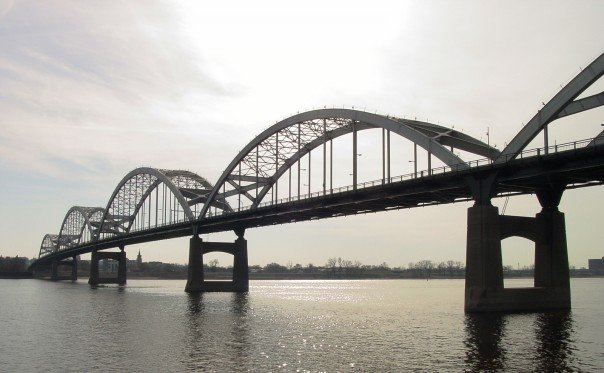
Rock Island Centennial Bridge

In Illinois führt der Highway 67 von Alton durch die Forgottonia genannte westlichste Region des Staates die durch einen Flussbogen des Mississippi gebildet wird. Die Straße verläuft in nördlicher und nordöstlicher Richtung über Jerseyville nach Jacksonville, wo die Straße nach Nordwesten abknickt. Etwa 5 km westlich von Meredosia am Kreuzungspunkt mit den Illinois State Routes 100 und 104 ändert sich der Verlauf wieder in nördlicher Richtung und verläuft nun in etwa zwei Kilometer Entfernung zum Illinois River. In Beardstown überquert der Highway 67 den Illinois River und führt nun geradewegs nach Norden durch die Städte Macomb und Monmouth. Weiter nördlich wird vor dem Erreichen von Rock Island die Interstate 280 unterquert. Über die Rock Island Centennial Bridge über den Mississippi verlässt der Highway 67 Illinois in Richtung Iowa.

### Iowa
In Davenport erreicht der Highway 67 über die Rock Island Centennial Bridge den Staat Iowa. Fortan verläuft der Highway 67 parallel zum Mississippi in zuerst östlicher Richtung. Zuerst wird die Interstate 74 unterquert und die Stadt Bettendorf erreicht, an deren östlichen Rand die Interstate 80 kreuzt. Im Weiteren nun überwiegend nördlichen Verlauf wird Clinton erreicht, wo der U.S. Highway 30 kreuzt. 27 km nördlich von Clinton an der Einmündung in den U.S. Highway 52 nahe der Stadt Sabula endet der Highway 67.

## Geschichte
- Als der Highway 67 im Jahre 1926 eingerichtet wurde, verlief er von Dallas, Texas nach Fredericktown, Missouri.
- Im Jahre 1930 erfolgte die Erweiterung an seinen heutigen südwestlichen Endpunkt an der Grenze zu Mexiko.
- 1932 wurde das nördliche Ende nördlich nach Rock Island, Illinois verschoben.
- 1934 wurde der Highway bis in das noch weiter nördlich gelegene Dubuque, Iowa ausgedehnt.
- Im Jahre 1967 erfolgte dann die heutige Festlegung des nördlichen Endpunktes bei Sabula, Iowa.